# Pardosa verticillifer
Pardosa verticillifer là một loài nhện trong họ Lycosidae.
Loài này thuộc chi Pardosa. Pardosa verticillifer được Embrik Strand miêu tả năm 1906.